# Дубовый (приток Тока)
Дубовый — овраг в России, расположен в Красногвардейском районе Оренбургской области. Устье водотока расположено к востоку от села Юлты, на 170 километре по левому берегу Тока. Длина реки составляет 12 километров, площадь водосборного бассейна — 54 км². В трёх километрах юго-восточнее села Юлты на реке расположен пруд. Недалеко от устья через овраг переброшен деревянный мост.

## Данные водного реестра
По данным государственного водного реестра России, относится к Нижневолжскому бассейновому округу, водохозяйственный участок реки — Самара от Сорочинского гидроузла до водомерного поста у села Елшанка. Речной бассейн — Волга от верховий Куйбышевского водохранилища до впадения в Каспийское море.
Код объекта в государственном водном реестре — 11010001012112100006976.